# Atilla Kiss B.

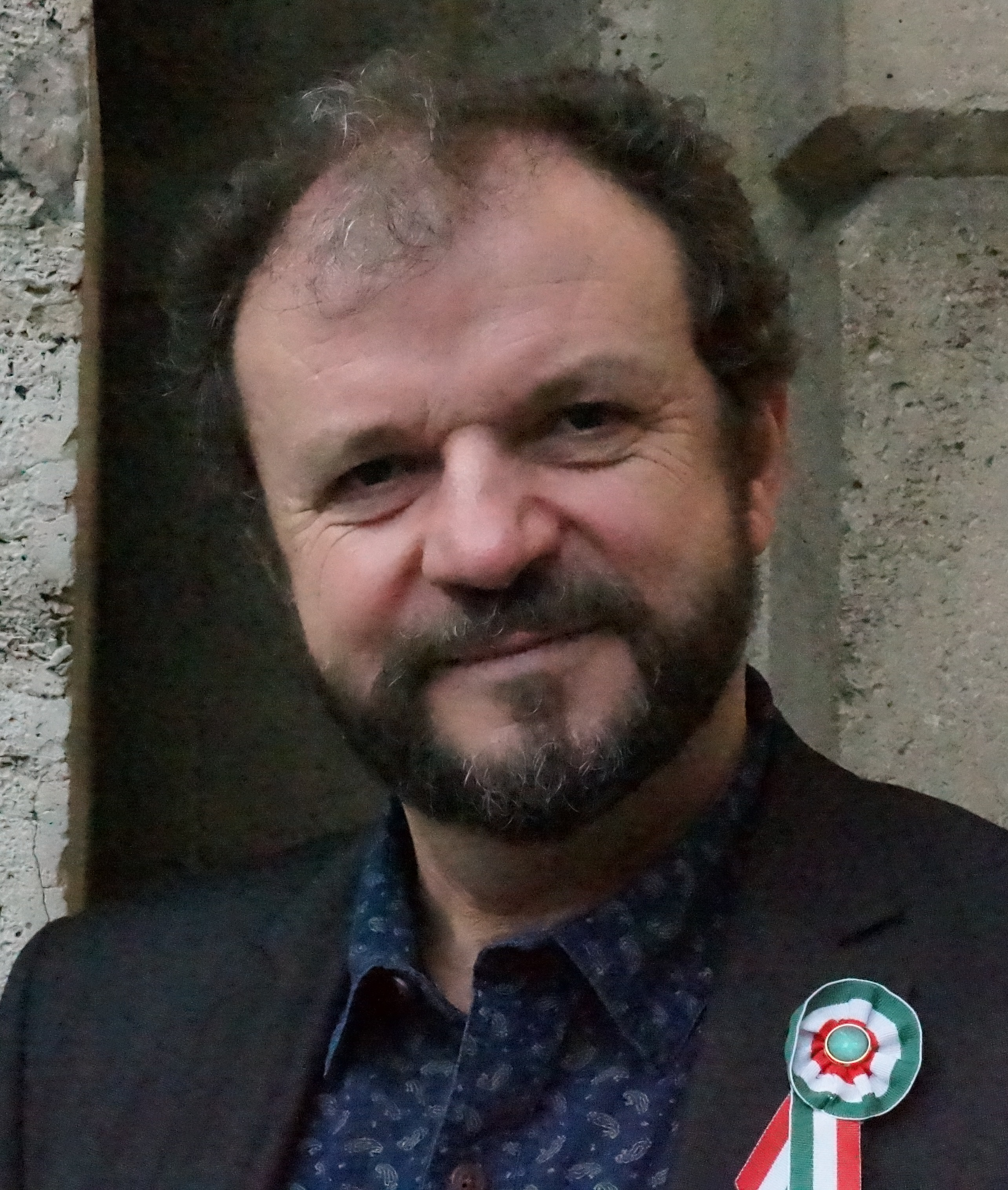
Den ungerska operasångaren Atilla Kiss B. fotograferad på ungerska nationaldagen, den 15 mars 2015.

Atilla Kiss B. (ungersk namnordning Kiss B. Atilla), född 28 januari 1963 i Huedin i Rumänien, är en ungersk operasångare (tenor). Han debuterade vid den ungerskspråkiga operan i Cluj-Napoca 1993, och har alltsedan dess spelat uteslutande huvudroller i såväl ungerska som internationella operauppsättningar. 2002 spelade och sjöng han titelrollen i filmatiseringen av Ferenc Erkels opera Bánk bán.
2002 mottog han det ungerska Frans Lizst-priset, och 2015 Kossuth-priset.